# Acusilas malaccensis
Acusilas malaccensis Murphy & Murphy, 1983 è un ragno appartenente al genere Acusilas della famiglia Araneidae.

## Etimologia
Non è ben chiara l'origine del nome del genere: forse deriva dal greco Ακουσίλαος Acusìlaos, storico e logografo greco del VI secolo a.C., di Argo, da alcuni menzionato fra i Sette Savi e citato da Platone nel Simposio.
Il nome proprio deriva dall'aggettivo latino malaccensis, composto dal nome Malacca, stato della Malaysia, primo luogo di ritrovamento, e dal suffisso latino -ensis, che significa: presente, che è proprio lì.

## Caratteristiche

### Femmine
Le femmine di A. malaccensis differiscono dalle altre del genere per il loro colore arancio brillante (negli esemplari conservati in alcool è bianco giallognolo) e nell'avere bande nere trasversali su fondo più chiaro. L'opistosoma è largo anteriormente e stretto posteriormente come in A. africanus, dandogli una forma triangolare nettamente distinguibile per le bande nere; le altre specie di Acusilas hanno l'addome di forma cilindrica.
Nelle femmine con uova, l'addome assume forma ovale. La membrana dell'epigino ha due lobi laterali che coprono i dotti copulatori e la concavità dell'epigino stesso. A. dahoneus ha anch'essa un'ampia membrana, ma è trasparente e rende visibile il tutto. I dotti copulatori della vulva sono a forma di imbuto.

#### Colorazione
Nella descrizione dei colori non si tiene conto di esemplari conservati in alcool, in quanto, col passare del tempo, ne impallidisce le tinte. Il cefalotorace, le zampe e lo sterno sono arancioni, ad eccezione dei tarsi, dei metatarsi e dei 4/5 delle tibie di colore marcatamente nero; occasionalmente questi segmenti di zampe invece che a colorazione intera possono presentare anulazioni.
L'opistosoma è arancione con 5 bande trasversali nere, di dimensioni decrescenti verso la parte posteriore e simili alle nervature di una foglia. Una barra anteriore, se presente, può essere collegata lateralmente a due puntini neri..

### Maschi
I maschi si distinguono dalle altre specie di Acusilas nell'avere l'embolo con la punta a forma di freccia, dotata di un piccolo cappuccio e prolungata prossimalmente e distalmente; sono anche di colore meno scuro rispetto alle altre specie di Acusilas. Il pedipalpo ha due protuberanze nella giunzione fra l'embolo e i peduncoli: una proprio sulla base dell'embolo e l'altra distalmente sui peduncoli.

#### Colorazione
Il cefalotorace, i cheliceri e le zampe sono marrone chiaro, con macchie o anulazioni nere su patelle, tibie, tarsi e metatarsi. Lo sterno è bianco-giallastro pallido. L'opistosoma è grigio biancastro con puntini neri uniformemente distribuiti, sia dorsalmente che ventralmente. Alcuni maschi sono più scuri dell'olotipo e hanno i puntini neri sulla parte posteriore dell'addome e, a volte, due piccole macchie bianche anteriormente. La pars pendula dell'embolo ha lo stesso colore del tronco..

## Dimensioni
| Parti        |                                  |                                  |
| ------------ | -------------------------------- | -------------------------------- |
| legspan      | 1,86-2,33                        | 8,91-12,69                       |
| Cefalotorace | 0,93-1,26 lungo; 0,69-0,87 largo | 4,15-5,00 lungo; 3,53-4,39 largo |
| Opistosoma   | 0,90-1,24 lungo; 0,87-1,21 largo | 6,47-7,44 lungo; 4,88-7,81 largo |
| Sterno       | 0,44-0,56 lungo; 0,40-0,52 largo | 1,76-2,11 lungo; 1,81-1,94 largo |

Tutte le misure sono espresse in millimetri
1. ↑  lunghezza del corpo comprese le zampe

## Parametri oculari
| Parametri oculari  |                     |                     |
| ------------------ | ------------------- | ------------------- |
| AME: ALE: PME: PLE | 0,13:0,06:0,11:0,08 | 0,26:0,17:0,26:0,19 |
| AME-AME            | 0,07                | 0,12                |
| AME-ALE            | 0,01                | 0,09                |
| PME-PME            | 0,10                | 0,14                |
| PER                | 0,46                | 1,16                |
| MOQ-AW             | 0,26                | 0,59                |
| MOQ-PW             | 0,28                | 0,58                |

1. ↑  rapporto fra i diametri degli occhi: AME=occhi mediani anteriori; ALE:Occhi laterali anteriori; PME=occhi mediani posteriori; PLE=Occhi laterali posteriori
2. ↑  le misure qui descritte sono in millimetri oppure in semplici rapporti di proporzione
3. ↑  distanze interoculari fra gli occhi mediani anteriori
4. ↑  le misure qui descritte sono in millimetri o in proporzione ad un ben noto diametro
5. ↑  distanze interoculari fra gli occhi mediani anteriori e quelli laterali anteriori
6. ↑  distanze interoculari fra gli occhi mediani posteriori
7. ↑  seconda linea di occhi deputati alla visione frontale, superiore e laterale
8. ↑  le misure qui descritte sono in millimetri o in proporzione ad un ben noto diametro
9. ↑  distanze in vista anteriore del quadrilatero oculare centrale
10. ↑  distanze in vista posteriore del quadrilatero oculare centrale

## Misure delle zampe
| Segmento  | I    | II   | III  | IV   | Pedip. |
| --------- | ---- | ---- | ---- | ---- | ------ |
| Femore    | 0,71 | 0,66 | 0,45 | 0,60 | 0,20   |
| Patella   | 0,33 | 0,32 | 0,22 | 0,28 | 0,02   |
| Tibia     | 0,50 | 0,44 | 0,24 | 0,38 | 0,11   |
| Metatarso | 0,44 | 0,40 | 0,22 | 0,34 | ?      |
| Tarso     | 0,34 | 0,32 | 0,24 | 0,30 | ?      |
| TOTALE    | 2,32 | 2,14 | 1,37 | 1,90 | 0,33   |

Maschio: tutte le misure sono espresse in millimetri
| Segmento  | I     | II    | III  | IV    | Pedip. |
| --------- | ----- | ----- | ---- | ----- | ------ |
| Femore    | 4,19  | 4,02  | 2,76 | 4,09  | 1,44   |
| Patella   | 1,77  | 1,71  | 1,30 | 1,81  | 0,71   |
| Tibia     | 3,28  | 2,89  | 1,61 | 2,84  | 0,93   |
| Metatarso | 3,14  | 2,92  | 1,58 | 3,04  | ?      |
| Tarso     | 1,36  | 1,22  | 0,93 | 1,64  | ?      |
| TOTALE    | 13,74 | 12,76 | 8,18 | 13,42 | 3,08   |

Femmina: tutte le misure sono espresse in millimetri

## Habitat
Maschi e femmine di A. malaccensis sono stati trovati insieme all'interno di una tana costituita da una foglia arrotolata su sé stessa a Nakhon Si Thammarat, località thailandese.

## Comportamento
Come osservato anche in altre specie durante l'accoppiamento l'embolo del maschio si stacca e permane all'interno dei dotti copulatori dell'epigino femminile per evitare accoppiamenti con altri ragni maschi.

## Distribuzione
Gli esemplari rinvenuti provengono dal Gunong Mulu National Park e dalla Matang Reserve nello Stato malese di Sarawak; dalla località di Genting, presso Kuala Lumpur, capitale della Malesia; da Kaharian, località del Borneo; dal Monte Gedeh sull'isola di Giava; dal Monte Singalang e dal Gunung Leuser National Park di Sumatra; da Luang Nam Tha e da Louangphabang, località del Laos; e infine da varie località della Thailandia.

## Tassonomia
Al 2013 non sono note sottospecie.